# 光腺合欢
光腺合欢（学名：Albizia calcarea）是豆科合欢属的植物，是中国的特有植物。分布在中国大陆的广西等地，生长于海拔500米的地区，见于石灰岩山坡疏林中，目前尚未由人工引种栽培。